# Pirosmalite-(Mn)
La pirosmalite-(Mn) è un minerale del gruppo della pirosmalite.